# Luca Lo Pinto
Luca Lo Pinto (* 1981) je italský kurátor umění. Roku 2014 začal jako kurátor pracovat pro vídeňskou výstavní síň Kunsthalle Wien. Působil zde více než pět let. Uspořádal řadu výstav, například umělců Luigiho Ontaniho a Nathalie du Pasquier. Roku 2017 byl kurátorem výstavy Publishing as an Artistic Toolbox: 1989–2017. V roce 2016 připravil výstavu díla C. S. Leigha, která se však nakonec z důvodu Leighovy smrti neuskutečnila. V roce 2019 se stal uměleckým ředitelem muzea MACRO v Římě.

## Výběr zdíla
- One, No One and One Hundred Thousand (2017)
- Nathalie du Pasquier: Big Objects Not Always Silent (2017)
- Hanna Putz & Sophie Thun: White Flag (2019)
- Hanna Putz: Everything Else Is a Lie (2019)
- Irma Blank Eigenschriften 1968–1973 (2019)